# Leonardo Olschki
Leonardo Olschki (15 juillet 1885 à Vérone - 7 décembre 1961 à Berkeley) est un romaniste, spécialiste de la langue et la culture italienne, orientaliste et un historien de la littérature.

## Biographie
Aîné des six enfants de Leo Samuele Olschki (en), libraire et éditeur italien d'origine juive-allemande, il a étudié aux universités de Munich, Strasbourg, et Heidelberg où il a obtenu son doctorat et un diplôme d'enseignant. À partir de 1918, il enseigne à Heidelberg, puis quitte l'Allemagne sous le régime nazi et s'installer en Italie. En 1939, il quitte l'Italie après la promulgation des lois antisémites, et émigre aux États-Unis où il enseigne dans plusieurs universités, et obtient la nationalité américaine. 
En 1957, il est élu membre de l'Accademia nazionale dei Lincei. 
Olschki a laissé de nombreux livres et essais sur la philologie, l'histoire et diverses éruditions, notamment en italien et en allemand, mais aussi en anglais et en français.